# Жаксыбаев, Мерсаид Булатович
Мерсаид Булатович Жаксыбаев (род. 12 января 1997, Житикара) — казахстанский шорт-трекист, мастер спорта международного класса. Участник зимних Олимпийских игр, чемпион Казахстана, призёр зимней Универсиады, Кубка мира и Азиатских игр.

## Спортивная карьера
В 16 лет был отобран в национальную сборную Казахстана по шорт-треку, представляя Акмолинскую область.
На зимних Олимпийских играх 2018 года в Пхёнчхане выступил в командной эстафете, где сборная Казахстана заняла 6-е место, но впоследствии была дисквалифицирована.
В 2019 году стал чемпионом Казахстана на дистанции 500 метров и в эстафете на 5000 метров. В том же году на зимней Универсиаде завоевал бронзовую медаль в эстафете.
С 2019 года выступает в Кубке мира по шорт-треку. Лучший результат на этих соревнованиях — 4-е место в эстафете на 5000 метров в 2019 году.
В октябре 2023 года на этапе Кубка мира в Монреале (Канада) занял 3-е место на дистанции 5000 метров. В том же сезоне на чемпионате четырёх континентов в Лавале (Канада) финишировал четвёртым на дистанции 500 метров.
В марте 2024 года стал чемпионом Казахстана на дистанции 500 метров.
В 2025 году на зимних Азиатских играх в Харбине (Китай) завоевал золотую медаль в составе мужской эстафеты на 5000 метров. Также стал серебряным призёром в смешанной эстафете на 2000 метров.

## Достижения
- 2018 — Олимпийские игры (Пхёнчхан) — 6-е место (дисквалификация)
- 2019 — Чемпионат Казахстана — 🥇 золото (500 м, 5000 м эстафета)
- 2019 — Зимняя Универсиада — 🥉 бронза (эстафета)
- 2019 — Кубок мира — 4-е место (5000 м эстафета)
- 2023 — Кубок мира (Монреаль) — 🥉 бронза (5000 м)
- 2023 — Чемпионат четырёх континентов (Лаваль) — 4-е место (500 м)
- 2024 — Чемпионат Казахстана — 🥇 золото (500 м)
- 2025 — Азиатские игры (Харбин) — 🥇 золото (5000 м эстафета), 🥈 серебро (2000 м смешанная эстафета)

## Личная жизнь
Дружит с другим шорк-трекистом Адилем Галиахметовым. Вдохновлён американским спортсменом Джоном Сельски, восхищён Виктором Аном.